# 手の少陽三焦経
手の少陽三焦経（てのしょうようさんしょうけい、中国語: 手少陽三焦經 shǒu shaoyang sanjiaojīng、英語: Triple Energizer Meridian（The Sanjiao Meridian of Hand-Shaoyang）もしくは Shoushaoyang Sanjiaojingxue）とは、三焦経に属する手を流れる陽経の経絡である。心包と三焦は共に中国の五行（木、火、土、金、水）でいうと火（相火）に属するため密接な関係を持つ。流注によると三焦はもとより、耳のまわりを取り囲んでいるため耳の痛みにこの三焦経の経穴を使うこともある。三焦経の募穴は石門穴（任脈）。
国際表記はTEまたはSJと表記する。

## 流注（経絡の流れの道筋）
手の薬指の端（関衝穴）に起こり、手背より前腕背側の中央を上って、肘を貫き肘後（天井穴）に出て上腕後外側を循り肩に上る。肩井穴で足の少陽胆経と交わり、鎖骨上窩（缺盆穴）に入り、下って膻中穴で左右が交わったのち、散布して心包を絡い、横隔膜を下って三焦に属する。その支なるものは、膻中穴から鎖骨上窩（缺盆穴）に出て、項を上って耳の後（翳風穴）に達し、一つは耳の上（角孫穴）から額角に出て内眥から頬に行き、別の支なるものは、翳風穴から耳中に入り耳前に出て、頬を経て外眼角のあたりに終わり、足の少陽胆経に連なる。

## 手の少陽三焦経に所属する経穴の一覧
以下に出てくる寸、分などの尺は骨度法、同身寸法参照。

### TE1.関衝（かんしょう）
取穴部位：薬指尺側爪甲根部、爪甲の角を去ること1分
要穴：井金穴
知覚神経：尺骨神経浅枝
血管：第4背側中手動脈の枝

### TE2.液門（えきもん）
取穴部位：手背にあり、第4中手指節関節の下、尺側
要穴：滎水穴
筋肉：第4背側骨間筋
運動神経：尺骨神経
知覚神経：尺骨神経浅枝
血管：第4背側中手動脈の枝

### TE3.中渚（ちゅうしょ）
取穴部位：手背にあり、第4中手指節関節の上、尺側
要穴：兪木穴
筋肉：第4背側骨間筋
運動神経：尺骨神経
知覚神経：尺骨神経浅枝
血管：第4背側中手動脈

### TE4.陽池（ようち）
兵法：表尺沢（おもてしゃくたく）
取穴部位：手関節後面横紋のほぼ中央にあり、総指伸筋腱と小指伸筋腱の間、手関節後面横紋中で、橈骨端と尺骨茎状突起間で、手根骨との間の陥凹部にある。
要穴：原穴
筋肉：伸筋支帯、総指伸筋腱、小指伸筋腱
運動神経：橈骨神経
知覚神経：後前腕皮神経
血管：背側手根動脈網、後骨間動脈

### TE5.外関（がいかん）
取穴部位：陽池穴の上2寸、総指伸筋腱と小指伸筋腱の間
要穴：絡穴
筋肉：総指伸筋腱、小指伸筋腱
運動神経：橈骨神経
知覚神経：後前腕皮神経
血管：後骨間動脈

### TE6.支溝（しこう）
取穴部位：陽池穴の上3寸、総指伸筋腱と小指伸筋腱の間
要穴：経火穴
筋肉：総指伸筋、小指伸筋
運動神経：橈骨神経
知覚神経：後前腕皮神経
血管：後骨間動脈

### TE7.会宗（えそう）
取穴部位：支溝穴の尺側1寸で、小指伸筋と尺側手根伸筋の間
要穴：郄穴
筋肉：尺側手根伸筋、小指伸筋
運動神経：橈骨神経
知覚神経：後前腕皮神経、内側前腕皮神経
血管：後骨間動脈

### TE8.三陽絡（さんようらく）
取穴部位：陽池穴の上4寸、総指伸筋と小指伸筋の間
禁鍼穴
筋肉：総指伸筋、小指伸筋
運動神経：橈骨神経
知覚神経：後前腕皮神経
血管：後骨間動脈

### TE9.四瀆（しとく）
取穴部位：陽池穴の上5寸、総指伸筋と小指伸筋の間
筋肉：総指伸筋、小指伸筋
運動神経：橈骨神経
知覚神経：後前腕皮神経
血管：後骨間動脈

### TE10.天井（てんせい）
兵法：外肘詰（そとひじづめ）
取穴部位：肘頭から肩髎穴に向かい上1寸、肘関節を屈曲して取る
要穴：合土穴
筋肉：上腕三頭筋腱
運動神経：橈骨神経
知覚神経：後上腕皮神経
血管：肘関節動脈網

### TE11.清冷淵（せいれいえん）
取穴部位：肘頭から肩髎穴に向かい上2寸
筋肉：上腕三頭筋
運動神経：橈骨神経
知覚神経：後上腕皮神経
血管：中側副動脈

### TE12.消濼（しょうれき）
兵法：腕馴（わんじゅん）
取穴部位：臑会穴と清冷淵穴の中央、上腕後面の中央、肘頭と肩峰の間
筋肉：上腕三頭筋
運動神経：橈骨神経
知覚神経：後上腕皮神経
血管：中側副動脈

### TE13.臑会（じゅえ）
取穴部位：肩髎穴から肘頭に向かい下3寸
筋肉：三角筋、上腕三頭筋
運動神経：腋窩神経、橈骨神経
知覚神経：外側上腕皮神経
血管：上腕深動脈

### TE14.肩髎（けんりょう）
取穴部位：肩峰外端の後下際、患者の上肢を水平に持ちあげ、肩関節部の前後に現われる凹みのうち、後ろの凹みに取る。
筋肉：三角筋
運動神経：腋窩神経
知覚神経：鎖骨上神経
血管：後上腕回旋動脈

### TE15.天髎（てんりょう）
取穴部位：肩甲骨上角の外上方で、肩井穴と曲垣穴の中間
筋肉：僧帽筋
運動神経：副神経、頚神経叢筋枝
知覚神経：鎖骨上神経
血管：頚横動脈、肩甲上動脈

### TE16.天牖（てんゆう）
取穴部位：乳様突起の後下方で、胸鎖乳突筋の後縁
禁灸穴
筋肉：胸鎖乳突筋、頭板状筋
運動神経：副神経、頚神経叢筋枝、脊髄神経後枝
知覚神経：小後頭神経
血管：浅頚動脈

### TE17.翳風（えいふう）
兵法：独鈷（どっこ）
取穴部位：耳垂の後方で、乳様突起と下顎枝の間、陥凹部、瘈乳突起
筋肉：顎二腹筋後腹
運動神経：顔面神経
知覚神経：大耳介神経
血管：後耳介動脈

### TE18.瘈脈（けいみゃく）
取穴部位：角孫穴と翳風穴の間を3等分し、下から1/3のところで、乳様突起の前、陥凹部、翳風穴から顱息穴に向かい上1/3
筋肉：後耳介筋
運動神経：顔面神経
知覚神経：大耳介神経
血管：後耳介動脈

### TE19.顱息（ろそく）
取穴部位：角孫穴と瘈脈穴の中間、陥凹部、角孫穴から瘈脈穴に向かい下1/3
禁鍼穴
知覚神経：大耳介神経
血管：後耳介動脈

### TE20.角孫（かくそん）
取穴部位：耳を前に折り、その上角に当たるところで耳上髪際
禁鍼穴
筋肉：上耳介筋
運動神経：顔面神経
知覚神経：耳介側頭神経
血管：浅側頭動脈

### TE21.耳門（じもん）
兵法：雷焱（らいえん）
取穴部位：耳珠の前上方で珠上結節の前、陥凹部、浅側頭動脈拍動部
知覚神経：耳介側頭神経
血管：浅側頭動脈

### TE22.和髎（わりょう）
取穴部位：頬骨弓後端の上際で、浅側頭動脈拍動部
筋肉：前耳介筋
運動神経：顔面神経
知覚神経：耳介側頭神経
血管：浅側頭動脈

### TE23.糸竹空（旧∶絲竹空）（しちくくう）
兵法：田琢（でんたく）
取穴部位：眉弓外端の陥凹部
禁灸穴
筋肉：眼輪筋
運動神経：顔面神経
知覚神経：頬骨神経（上顎神経の枝）
血管：浅側頭動脈

## 音声用三焦経経穴名一覧
カンショー　　エキモン　　チューショ　　ヨーチ　　ガイカン　　シコー　　エソー　　サンヨーラク　　シトク　　テンセイ　　セイレイエン　　ショーレキ　　ジュエ　　ケンリョー　　テンリョー　　テンユー　　エイフー　　ケイミャク　　ロソク　　カクソン　　ジモン　　ワリョー　　シチククー

## 手少陽三焦経病
主に難聴、多汗、外眼角や頬部の痛み、耳後・肩・上臂・肘外側の痛み、小指・薬指の麻痺などが起こるとされている。